# Lisa Barros D'Sa
Lisa Barros D'Sa (Belfast, 1974) es directora de cine, escritora y productora norirlandesa.

## Biografía
Barros D'Sa estudió inglés en la Universidad de Oxford y tiene una maestría en escritura de guiones de la Universidad de las Artes de Londres.
Nacida en Belfast, es conocida por codirigir y producir el largometraje Ordinary Love de 2019. También codirigió las películas Good Vibrations y Cherrybomb con su esposo Glenn Leyburn. Basado en estos tres largometrajes 'sorprendentemente diferentes', el Irish Times describió a Barros D'Sa y Leyburn como "los cineastas contemporáneos más importantes que trabajan en Irlanda del Norte".

## Trayectoria profesional
En 2006, Barros D'Sa fundó una productora de cine llamada Canderblinks Film con colaboradores a largo plazo Glenn Leyburn y David Holmes .
El debut como directora de Barros D'Sa en 2006 fue con The 18th Electricity Plan, un cortometraje basado en su propio guion y codirigido con su marido Glenn Leyburn. La película se proyectó en varios festivales internacionales de cine, incluidos LA Shorts, Clermont-Ferrand y el Festival Internacional de Cine de Cork, donde ganó una Mención Especial en la categoría de Mejor Cortometraje.

#### Cherrybomb
Debutó con la película Cherrybomb siguió en 2009. Codirigida con Leyburn y protagonizada por Rupert Grint, Robert Sheehan y Kimberley Nixon, Cherrybomb se estrenó en la Berlinale Generations de 2009 y posteriormente fue comprada por Indi Vision/Universal Pictures para su distribución en el Reino Unido.

#### Good Vibrations
En 2012, Barros D'Sa y Leyburn completaron su segundo largometraje, Good Vibrations, una comedia dramática/película biográfica sobre la aficionada a la música de Belfast Terri Hooley, decana de la escena punk de Belfast en Troubles, acosada por la década de 1970 en Belfast . Barros-D'Sa la describió como "una película que está ambientada en el contexto de The Troubles pero que no la aborda desde un lado u otro. Se trata realmente de personas que vivían en ese mundo pero que no quieren ser definidas por él".
Fue una coproducción de Canderblinks con Revolution Films London, BBC Films, Irish Film Board y Northern Ireland Screen.
Sus guionistas fueron Colin Carberry y Glenn Patterson y sus protagonizada, Richard Dormer, Jodie Whittaker, Adrian Dunbar, Liam Cunningham, Karl Johnson y Dylan Moran. Good Vibrations abrió internacionalmente el 46° Festival Internacional de Cine de Karlovy Vary. 
The Hollywood Reporter la describió como una 'película musical encantadora' que inauguró el festival 'con la energía adecuada'. Ganó la Mejor Película Irlandesa en el  2012 y el Premio del Público en el Festival de Cine de Belfast. Fue nominado en varias categorías en los 10 Irish Film &amp; Television Awards ganando el premio al mejor diseño de vestuario para Maggie Donnelly y con Barros D'Sa y Leyburn recibiendo una nominación para el premio Rising Star.
Good Vibrations se estrenó en el Festival de Cine de Belfast en 2012 y en sus salas en 2013. Obtuvo buenas críticas, una puntuación del 94 % en Rotten Tomatoes  ganó el premio a la mejor película del crítico Mark Kermode de Guardian en 2013.

#### Ordinary Love
A partir del guion de Owen McCafferty, Barros D'Sa y Leyburn dirigieron su tercer largometraje, Ordinary Love (Un amor extraordinario). Protagonizada por Lesley Manville y Liam Neeson, la película observa la angustia, la intimidad y la resiliencia que siguen cuando la pareja de casados Joan y Tom se enfrentan a un repentino diagnóstico de cáncer.
La película recibió fondos del fondo cinematográfico BFI respaldado por la Lotería Nacional. Barros D'Sa describió la película como "una historia sobre una pareja que tiene momentos pequeños pero sísmicos en sus vidas, y emprenden un viaje, por separado y juntos, que hace que sus vidas avancen... Se trataba de crear esa quietud considerada y permitir que los momentos dinámicos realmente aterrizaran".
Entrevistada para el Festival Internacional de Cine de Toronto, donde Ordinary Love se estrenó en 2019, describió cómo la película "celebra el milagro ordinario de una conexión entre dos personas que les da vida". En una entrevista con el Irish Times, Barros D'Sa describió la película como "una historia que celebra la poesía de la vida ordinaria y los momentos ordinarios y la textura y la normalidad de un amor a largo plazo".

#### Obsesión
En 2023 y en la plataforma Netflix Barros D'Sa y Leyburn estrenaron la serie erótica Obsesion, basada en la novela Damage de Josephine Hart, publicada en 1991.